# Lee Jin
Lee Jin (이진?; Seul, 21 marzo 1980) è una cantante e attrice sudcoreana.

## Biografia
È stata membro del girl group Fin. K.L dalla costituzione nel 1998 allo scioglimento nel 2005, per poi dedicarsi alla recitazione.

## Filmografia

### Televisione
- Nonstop 3 (논스톱3) – serie TV (2002–2003)
- Daegyeol! Banjeon drama (대결! 반전 드라마) – serie TV (2006)
- Wanggwa na (왕과 나) – serie TV (2007–2008)
- Hon (혼) – serie TV (2009)
- Jejung-won (제중원) – serie TV (2010)
- Yunggwang-ui Jae-in (영광의 재인) – serie TV (2011)
- Daepungsu (대풍수) – serie TV, 8 episodi (2012)
- Chulsaeng-ui bimil (출생의 비밀) – serie TV (2013)
- Binnaneun romance (빛나는 로맨스) – serie TV (2013–2014)

### Cinema
- Byeongdeun dargdeur-ui sarang, gananhaedo (병든 닭들의 사랑, 가난해도), regia di Bong Song-seo (2009)